# James Audley, 3. Baron Audley of Heleigh
James Audley, 3. Baron Audley of Heleigh (nach anderer Zählung auch 2. Baron Audley) (* 8. Januar 1312 in Knesall, Nottinghamshire; † 1. April 1386) war ein englischer Magnat.

## Herkunft und Erbe
James Audley entstammte der englischen Adelsfamilie Audley. Er war der einzige Sohn von Nicholas Audley, 2. Baron Audley of Heleigh und von dessen Frau Joan, der Witwe des Earl of Lincoln. Er wurde auf dem Gut von Knesall in Nottinghamshire geboren, das zum Wittum seiner Mutter aus ihrer ersten Ehe gehörte. Sein Vater starb bereits 1316, so dass er zum Erben von dessen Besitzungen in Staffordshire und Shropshire in den Welsh Marches wurde. Während seiner Minderjährigkeit wurde Roger Mortimer, 2. Baron Mortimer sein Vormund, der auch das Recht für seine Verheiratung erwarb. Als Mortimer nach der gescheiterten Rebellion des Earl of Lancaster 1322 als Verräter im Tower inhaftiert wurde, wurde Ralph de Camoys der neue Vormund von James, bis Mortimer sich durch den Sturz von König Eduard II. im September 1326 die Macht in England erkämpfte.
Nach dem kinderlosen Tod seines Onkels William Martin, 2. Baron Martin, dem einzigen Bruder seiner Mutter, wurde Audley 1326 zum Miterben der Besitzungen der Familie Martin. Als seine Tante Eleanor Martin, Lady Columbers 1343 kinderlos starb, wurde Audley alleiniger Erbe der Martins, so dass er umfangreiche Güter in Devon sowie in Südwestwales erbte. Nach dem Tod seiner Cousine Alice de Lacy 1348 erbte er die Besitzungen von deren Mutter Margaret Longespée, 4. Countess of Salisbury.

## Leben
Audley diente König Eduard III. im zweiten Schottischen Unabhängigkeitskrieg und im Hundertjährigen Krieg in Frankreich. In Schottland war er 1342 Verwalter von Berwick. In der Gascogne in Südwestfrankreich kämpfte er 1345 mit einem Aufgebot von 40 Waffenknechten unter dem Kommando von Henry Plantagenet, 3. Earl of Lancaster, dem Schwager seines Sohnes Nicholas. 1346 nahm er unter dem Kommando des Earl of Arundel am Feldzug des Königs in Nordfrankreich und an der Schlacht bei Crécy teil. 1348 wurde Audley verhaftet, als er einer Einladung des Königs zum Parlament nicht folgte. 1353 war der Thronfolger Edward, der Schwarze Prinz, in seinem Hauptsitz Heighley Castle in Staffordshire zu Gast, ebenso 1385 dessen Sohn König Richard II. 1353 war er lebenslang von der Teilnahme am Parlament befreit worden.
Audleys Haushalt galt als gebildet, er besaß mehrere Breviere und andere Bücher. Der blinde Dichter John Audley gehörte sicher mit zu seiner Familie. In den 1330er Jahren ließ Audley die Pfarrkirche von Audley als Familiengrabstätte erweitern. Die Grabnischen wurden jedoch nicht von seiner Familie genutzt, Audley wurde in der Familienstiftung Hulton Abbey beigesetzt.

## Heirat und Nachkommen
Audley heiratete im Mai 1328 in Hereford Joan Mortimer, die zweite oder drittälteste Tochter seines Vormunds Roger Mortimer und von dessen Frau Joan de Geneville. Mit seiner Frau hatte er mehrere Kinder, darunter:
- Nicholas Audley, 4. Baron Audley of Heleigh (1329–1391)
- Roger Audley
- Joan Audley ⚭ John Tuchet († 1371)

In zweiter Ehe heiratete er vor Dezember 1351 Isabel le Strange († nach 1366), eine Tochter von Roger Lestrange, 5. Baron Strange of Knockin. Mit ihr hatte er mehrere Kinder:
- Thomas Audley
- Rowland Audley
- James Audley
- Margery Audley ⚭ Fulk FitzWarin
- Katharine Audley ⚭ Thomas Spigurnel

Sein Erbe wurde sein Sohn Nicholas, der einzige seiner Söhne, der ihn überlebt hatte. Nach dessen kinderlosen Tod 1391 fielen seine Ländereien an seine Töchter bzw. an deren Erben. Der Titel Baron Audley of Heleigh wurde schließlich der Familie Tuchet zugesprochen, den Nachfahren seiner Tochter Joan.